# I Am...
I Am... er titlen på Nas' tredje album fra 1999

## Spor
- "Album Intro"
- "N.Y. State of Mind, Pt. 2"
- "Hate Me Now"
- "Small World"
- "Favor for a Favor"
- "We Will Survive"
- "Ghetto Prisoners"
- "You Wont See Me Tonight"
- "I Want to Talk to You"
- "Dr. Knockboot"
- "Life Is What You Make It"
- "Big Things"
- "Nas Is Like"
- "K-I-S-S-I-N-G"
- "Money Is My Bitch"
- "Undying Love"

## Produktion
- L.E.S.
- DJ Premier
- Trackmasters
- Timbaland
- Alvin West
- Grease
- Nashiem Myrick
- Carlos "Six July" Broady
- D-Moet
- Pretty Boy